# إسحاق لفنون
إسحاق لڤنون (بالعبرية: יצחק לבנון) (1945 - 2023) سفير إسرائيل في القاهرة من نوفمبر 2009 حتى ديسمبر 2011. وكانت تأمل إسرائيل أن ينجح في تخفيف التوتر الناشئ بين وزارتي الخارجية في البلدين على خلفية رفض القاهرة استقبال وزير الخارجية أفيجدور ليبرمان لتصريحاته الاستفزازية ضدها وضد الرئيس حسني مبارك.

## حياته
لفنون من يهود لبنان، واسم العائلة لفنون معناه «لبنان».
ولد في لبنان لتاجر يهودي لبناني وهو ابن الجاسوسة شولا كوهين كيشيك التي اعتقلت في لبنان عام 1961 بعد أن عملت لمصلحة المخابرات الإسرائيلية مدة 15 عاماً بدأت عشية إقامة الدولة العبرية، ونشطت أساساً في هجرة اليهود من لبنان وسورية ودول عربية أخرى إلى إسرائيل. وفي حينه حُكم عليها بالإعدام، ثم خفف الحكم للسجن لسبع سنوات وأطلق سراحها في إطار صفقة تبادل أسرى بعد حرب العام 1967 وسبقها أولادها بالهجرة سراً إلى إسرائيل.

## عمله
كان ليفنون دائم الشكوى من تجاهل المصريين له ورفضهم التعامل معه، حتى أن أحد المواقع الإلكترونية الإسرائيلية نسبت إليه تصريحات وصف فيها الشعب المصري بغير الودود والكاره لإسرائيل.